# Nqanqarhu
Nqanqarhu, bis 2021 Maclear, ist eine Stadt in der südafrikanischen Provinz Ostkap. Sie ist Verwaltungssitz der Gemeinde Elundini im Distrikt Joe Gqabi.

## Geographie
Nqanqarhu hat 8559 Einwohner. Am Ostrand der Stadt fließt der Mooi River (auch Nqanqaru). Südwestlich liegt die Stadt Ugie. Die Stadt liegt in den Vorbergen (Foothills) der Drakensberge.

## Geschichte
Die Stadt wurde 1876 gegen Ende der Grenzkriege als Militärlager unter dem Namen Nqanqaru Drift gegründet. 1882 wurde der Ort nach dem südafrikanischen Astronom Sir Thomas Maclear (1794–1879) benannt, der die Kapkolonie vermessen hatte. 1916 erhielt Maclear Gemeindestatus. Im Februar 2021 wurde Maclear ebenso wie mehrere andere Städte in der Provinz Ostkap mit Namen aus Kolonialzeiten umbenannt und erhielt den Namen Nqanqarhu.
Nqanqarhu lag nahe dem 1994 aufgelösten Homeland Transkei.

## Wirtschaft und Verkehr
Zu den Erwerbszweigen gehört der Tourismus. Darunter sind Personen, die Forellen fischen. Zu den Sehenswürdigkeiten gehören Felsmalereien der San und die Sivewright Bridge, ein Sandstein-Viadukt der Bahnstrecke.
Nqanqarhu liegt an der Kreuzung der Regionalstraßen R56, die Ugie und Elliot und Matatiele verbindet, und R396, die von Barkly East im Westen zur N2 im Osten führt. Etwas östlich der Stadt liegt der Maclear Airport. Nqanqarhu ist Endpunkt einer langen Nebenbahn, die im westlich gelegenen Sterkstroom beginnt und nur im Güterverkehr bedient wird.